# Silvina Ocampo
Silvina Inocencia Ocampo Aguirre (født 29. juli 1903 i Buenos Aires, død 14. december 1993 i Buenos Aires), var en argentinsk forfatter.

## Værker
- Viaje Olvidado, 1937
- Espacios métricos, 1942
- Enumeración de la patria, 1942
- Los sonetos del jardín, 1946
- Los que aman, odian, 1946
- Autobiografía de Irene, 1948
- Poemas de amor desesperado, 1949
- Los nombres, 1953
- Los traidores, 1956
- Las invitadas, 1961
- Lo amargo por dulce, 1962
- Los días de la noche, 1970
- Amarillo celeste, 1972
- El cofre volante, 1974
- El tobogán, 1975
- El caballo alado, 1976
- La naranja maravillosa, 1977
- Canto Escolar, 1979
- Árboles de Buenos Aires , 1979
- La continuación y otras páginas, 1981.
- Breve Santoral, 1985
- Y así sucesivamente, 1987
- Cornelia frente al espejo, 1988
- Las reglas del secreto, 1991

## Priser
- Premio Municipal de Poesía, 1945, 1953
- Premio Municipal de Literatura, 1954
- Premio Nacional de Poesía, 1962
- Premio Konex, 1984
- Gran Premio de Honor de la SADE, 1992